# Mihai Ghimpu
Mihai Ghimpu (nar. 19. listopadu 1951, Colonița, Kišiněv, Moldavská SSR, Sovětský svaz) je moldavský politik, předseda moldavského parlamentu a do 28. prosince 2010 prozatímní prezident země.

## Vzdělání
Mihai Ghiumpu studoval práva na Moldavské státní univerzitě.

## Politická kariéra
Ghimpu stál v roce 1988 u zrodu Frontul Popular din Moldova (Lidová fronta Moldavska). V letech 1990 až 1998 byl poslancem parlamentu. Roku 1998 byl zvolen předsedou Liberální strany (Partidul Liberal). Od roku 2007 do roku 2008 byl starostou Kišiněva, od 28. srpna 2009 je předsedou parlamentu a od 11. září, po odstoupení dosavadního prezidenta Voronina, byl do 28. prosince 2010 prozatímní hlavou státu.

## Vyznamenání
- řetěz Řádu rumunské hvězdy – Rumunsko, 2010[1]
- Řád republiky – Moldavsko, 2012[2]